# قبادبیگ بارونوف
قبادبیگ آیلچیویچ بارونوف (به قرقیزی: Кубатбек Айылчиевич Боронов) (زاده ۱۵ دسامبر ۱۹۶۴) یک سیاستمدار قرقیزستانی است که از ۱۷ ژوئن ۲۰۲۰ تا ۶ اکتبر ۲۰۲۰ به‌عنوان نخست‌وزیر قرقیزستان خدمت کرده است.
بارونوف قبل از منصوب‌شدن به‌عنوان نخست‌وزیر، از آوریل ۲۰۱۸ معاون اول نخست‌وزیر بوده است. وی همچنین از سال ۲۰۱۱ تا ۲۰۱۸ به‌عنوان وزیر وضعیت اضطراری خدمت کرده است.
به دلیل فشار ناشی از تظاهرات قرقیزستان در سال ۲۰۲۰، بارونوف از سمت خود به‌عنوان نخست‌وزیر استعفا داد و از معاون پارلمانی مهدی‌بیگ عبدالدایف به‌عنوان رئیس جدید مجلس نام برد. در ۹ اکتبر، رئیس‌جمهور سورنبای جینبکف استعفای بارونوف را پذیرفت.